# Umwandererzentralstelle

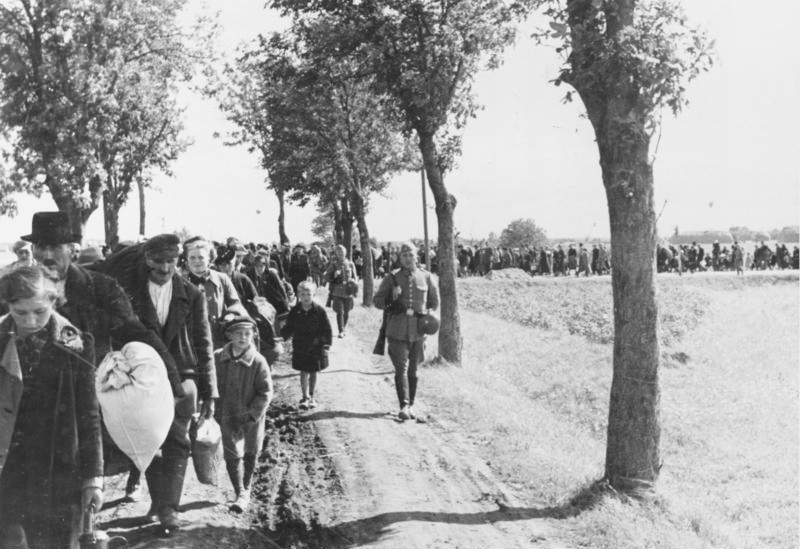
„Evakuierte“ Polen auf dem Weg zum Bahnhof, Schwarzenau bei Gnesen, 1939

Die Umwandererzentralstelle (UWZ) war eine deutsche Behörde in der Zeit des Nationalsozialismus mit Hauptsitz in Posen, die die Vertreibung von Polen, Ukrainern und Juden im Wartheland, in Danzig-Westpreußen, in Ostoberschlesien und in der Aktion Zamość koordinieren sollte. Das Wartheland, Danzig-Westpreußen und Ostoberschlesien waren 1939 nach dem deutschen Überfall auf Polen völkerrechtswidrig dem Deutschen Reich angegliedert worden, der Raum Zamość war Teil des Generalgouvernements. Die Umwandererzentralstelle war für die Ausweisungen dieser Ethnien zuständig, betrieb Lager für die Ausgewiesenen und teilte die aus Osteuropa, vom Baltikum und vom Balkan umgesiedelten Volksdeutschen auf die annektierten polnischen Gebiete auf. Mit diesem Bevölkerungsaustausch sollte eine Umvolkung erreicht werden.

## Dienststellen
Im November 1939 nahm als Vorläufer ein „Amt für Umsiedlung der Polen und Juden“ unter SS-Obersturmbannführer Albert Rapp seine Tätigkeit auf. Dieses Amt wurde im März 1940 dem Chef der Sicherheitspolizei und des SD, Rolf-Heinz Höppner, unterstellt und als Umwandererzentralstelle Posen (UWZ) weitergeführt. Ein Teil des Amtes befand sich in Litzmannstadt; es wurde als „Umwandererzentralstelle Posen/Dienststelle Lodz“ (später: Litzmannstadt) bezeichnet und von Hermann Krumey geleitet. Eine weitere Dienststelle gab es in Kattowitz.

## Tätigkeit
Um die mit der nationalsozialistischen Vorstellung vom „Lebensraum im Osten“ verbundene Bevölkerungsumschichtung in den besetzten Ostgebieten umzusetzen, richtete das Reichssicherheitshauptamt (RSHA) eine Reihe verschiedener Dienststellen ein. Auf Anordnung Reinhard Heydrichs entstand im Oktober 1939 eine „Einwandererzentralstelle“, die die Ansiedlung „volksdeutscher  Umsiedler“ aus dem Baltikum und Wolhynien betrieb. 
Nach ersten Planungen sollten 550.000 Juden sowie „deutschtumsfeindliche“ Polen in das Generalgouvernement  abgeschoben werden. Nach einem „ersten Nahplan“ wurden vom 1. bis 17. Dezember 1939 rund 87.000 Menschen (meist jüdische Stadtbewohner) aus dem Warthegau abgeschoben. Ein „zweiter Nahplan“ sah die baldige Deportation von 220.000, in einer verschärften Version von 600.000 meist jüdischen Einwohner vor. Dieser Plan war aus organisatorischen Gründen zunächst nicht oder nur teilweise durchführbar. Vom 7. Februar bis 15. März 1940 brachten Deportationszüge über 42.000 meist polnische Staatsangehörige ins Generalgouvernement. Im April 1940 und Herbst 1940 liefen die geplanten Abschiebungen in großem Ausmaß weiter. Ein „dritter Nahplan“ von Januar 1941 sah die Deportation von 771.000 Polen aus den annektierten Gebieten vor sowie den Abschub von 60.000 Juden aus Wien ins Generalgouvernement. Auch dieser Plan wurde nur teilweise umgesetzt; denn die Wehrmacht beanspruchte ab Frühjahr 1941 das Generalgouvernement als Aufmarschgebiet.

## Bilanz
In Zusammenarbeit mit SS- und Polizeidienststellen und der Besatzungsverwaltung hatte die Umwanderungszentralstelle Posen mit ihren Zweigstellen bis März 1941 offiziell 365.000 – nach späteren Berechnungen sogar 460.000 – Einwohner aus den annektierten Gebieten vertrieben. Darunter befanden sich rund 100.000 Juden. Die Vertriebenen fanden in den Aufnahmeorten weder ausreichenden Wohnraum, noch ausreichend Nahrungsmittel vor.
Aus den meisten polnischen Gebieten, die nahe an den Reichsgrenzen lagen, waren die Juden bis zum Frühjahr 1941 vertrieben worden. Doch in der Osthälfte des dem Reich zugeschlagenen Gebietes lebten noch 400.000 bis 450.000 Juden, davon mehr als 250.000 im Warthegau. Der ursprüngliche Plan, alle Juden aus den eingegliederten polnischen Gebieten zu entfernen, war damit gescheitert. Eine „territoriale Endlösung“ stieß auf bürokratische  Widerstände in den vorgesehenen Aufnahmegebieten. Dies steigerte die Bereitschaft, zu noch brutaleren Methoden zu greifen. Der Leiter der Posener Umwandererzentrale, Rolf-Heinz Höppner, unterbreitete am 16. Juli 1941 Adolf Eichmann den Vorschlag, die Juden des Warthegaus in einem Lager zusammenzufassen und alle dorthin verschleppten Jüdinnen zu sterilisieren. Wegen Mangel an Lebensmitteln sei „ernsthaft zu erwägen, ob es nicht die humanste Lösung sei, diese Juden, soweit sie nicht arbeitseinsatzfähig seien, durch irgendein schnellwirkendes Mittel zu erledigen.“
Von der Annexion der polnischen Gebiete 1939 bis zum Beginn des Deutsch-Sowjetischen Kriegs wurden dort 370.000 Reichsdeutsche und 350.000 Volksdeutsche angesiedelt. Allein im Wartegau verteilte die Umsiedlerzentrale 51.000 Baltendeutsche, 125.000 Wolhyniendeutsche sowie 72.000 Buchenland- und Bessarabiendeutsche. Nach dem Angriff auf die Sowjetunion 1941 wurde das Umvolkungsprogramm mit etwa 300.000 Volksdeutschen aus eroberten sowjetischen Gebieten, vor allem aus der Ukraine, fortgesetzt.